# NASDAQ-100 Open 2004
Die NASDAQ-100 Open 2004 waren ein Tennisturnier der WTA Tour 2004 für Damen und ein Tennisturnier der ATP Tour 2004 für Herren, welche zeitgleich vom 22. März bis zum 4. April 2004 in Key Biscayne, Florida stattfanden.

## Herrenturnier
→ Hauptartikel: NASDAQ-100 Open 2004/Herren

## Damenturnier
→ Hauptartikel: NASDAQ-100 Open 2004/Damen
→ Qualifikation: NASDAQ-100 Open 2004/Damen/Qualifikation